# Truncatella brazieri
Truncatella brazieri is een slakkensoort uit de familie van de Truncatellidae. De wetenschappelijke naam van de soort is voor het eerst geldig gepubliceerd in 1868 door Cox.